# Dysdera yozgat
Dysdera yozgat este o specie de păianjeni din genul Dysdera, familia Dysderidae, descrisă de Deeleman-reinhold, 1988.
Este endemică în Turcia. Conform Catalogue of Life specia Dysdera yozgat nu are subspecii cunoscute.